# 森永卓郎の朝はモリタク!もりだくSUN
森永卓郎の朝はモリタク!もりだくSUN（もりながたくろうのあさはモリタクもりだくさん）は、ニッポン放送にて2004年3月22日から2005年3月25日に放送していた朝の情報番組。

## 概要
2004年、ニッポン放送の平日の朝のワイド番組において、19年間に渡り放送して来た『高嶋ひでたけのお早よう!中年探偵団』を放送してきたが、高嶋が早朝型生活に限界があり勇退を申し入れていた事と、当時、有楽町の本社建替えで港区台場に所在していた、FCGビルから再び有楽町に戻る節目の年度に、同番組の2002年1月から9月の間木曜のコメンテーターとして、同局の平日夕方のワイド番組である『垣花正のニュースわかんない!?』の出演していた、経済アナリストの森永を起用した朝の情報番組を開始する事を発表。また、同局の2004年春のキャンペーンキャラクターとして松井秀喜（当時：ニューヨークヤンキース）と同時に起用された。2004年3月22日放送開始。
森永が「難しいことを分かりやすく」説明し、経済、社会、スポーツ、芸能、家庭、健康、レジャー情報を深くかつ広く取り上げ、30分聴けば直近の話題が理解出来る事をモットーに掲げて、 2004年3月22日から番組開始。
番組構成は大枠で『おは中』と変わらない構成であるが、サラリーマンの日頃の生活のボヤキをカルタに認めた、「サラリーマンぼやきカルタ」をリスナーから募っていた。しかし、リニューアル1年しか経過せず、2005年3月25日に当該番組を終了させ、新たに早朝番組枠から拡大した形で同年3月28日から番組を改題し、『ニュースわかんない!?』時代の相方である、同局アナウンサーの垣花正を追加し、『森永卓郎 朝はニッポン一番ノリ!』としてリニューアルスタートした。

## 出演者

### パーソナリティ
- 森永卓郎（経済アナリスト、当時：UFJ総合研究所 経済・社会政策部部長兼主席研究員）

### アシスタント
- 増田みのり（当時：ニッポン放送アナウンサー）
- 鈴木芳彦（当時：ニッポン放送アナウンサー、現：フジテレビアナウンサー）※エンタメダッシュのみ担当

### リポーター
- 吉田尚記（ニッポン放送アナウンサー）

### ニュースデスク
- 遠藤竜也（ニッポン放送 報道部記者）

## 放送時間
- 平日 6:00 - 8:30 - 2004年3月22日 - 2005年3月25日

### 特別番組
- 森永卓郎の夜もモリタク!もりだくSUN

聴取率調査週間時に『HOT'n HOT お気に入りに追加!』の放送枠にて編成。『垣花正のニュースわかんない!?』で共演していた、垣花と出演
2004年10月19日 22:00 - 24:00
- 森永卓郎の初日の出放送局2004年の10の予言

2005年の新春特番として編成
2005年1月1日 5:00 - 8:30
- 森永卓郎の5時からモリタク!もりだくSUN

2005年2月の聴取率調査週間時に編成。当該番組を終了して同年4月から開始した『森永卓郎 朝はニッポン一番ノリ!』の実質的パイロット番組となった。また、番組アシスタントは2004年10月の特番と同様、垣花がアシスタントを担当し、増田はニュース・天気予報を担当した
2005年2月21日 - 2月25日 5:00 - 8:30

## タイムテーブル
- 6:00 - オープニング
- 6:05 - TODAY'S HEADLINE（ニッポン放送ニュース・天気予報・交通情報）
- 6:15 - 朝イチメールボックス
- 6:20 - よくばり健康朝いちばん（コメンテーター：吉祥寺セントラルクリニック院長・矢端正克）
- 6:27 - 交通情報
- 6:30 - TODAY'S HEADLINE（産経新聞ニュース ）
- 6:35 - 朝刊まるごとななめ読み
- 6:40 - 交通情報
- 6:42 - 飛び出せ街かど天気予報（晴れ晴れキャスターズ：最所千加子）
- 6:50 - 交通情報
- 6:54 - エンタメダッシュ

- 7:00 - TODAY'S HEADLINE（ニッポン放送ニュース・天気予報・交通情報）
- 7:10 - なるほどニュースネットワーク（お早うネットワーク枠・NRN系列20局ネット）
- 7:25 - スポーツ人間模様
- 7:30 - 交通情報
- 7:33 - TODAY'S HEADLINE（ニッポン放送ニュース・天気予報）
- 7:40 - ハッピーモーニング・黒木瞳のいってらっしゃい→ ハッピーモーニング・鈴木杏樹のいってらっしゃい（NRN系列全国ネット）
- 7:45 - ラジオナビ 痛快!森永総研
- 7:56 - 交通情報
- 8:00 - TODAY'S HEADLINE（ニッポン放送ニュース）（報道部：岩下方彦）
- 8:03 - お便りもりだくSUN
- 8:12 - サラリーマンぼやきカルタ募集
- 8:15 - インフォメーションダッシュ
- 8:20 - リクエストもりだくSUN
- 8:28 - サラリーマンぼやきカルタ優秀作発表、エンディング（CMなしで、そのまま次の番組に接続）